# Morten Lauridsen
Morten Lauridsen (Colfax, (Washington), 27 februari 1943) is een Amerikaans componist.

## Levensloop
Lauridsen is de zoon van Deense immigranten en hij groeide op in de staat Oregon. Sinds 1972 is hij hoogleraar compositie aan de University of Southern California (Thornton School of Music). Lauridsen heeft een groot aantal geestelijke composities op zijn naam staan. Zijn O magnum Mysterium en Lux aeterna staan op het repertoire van katholieke (kerk)koren over de gehele wereld. Ook is er een groot aantal cd-opnames met het werk van Lauridsen. Zijn werk heeft een sterk mystiek karakter.
Lauridsen werd meermalen onderscheiden. In 2007 ontving hij de National Medal of Arts uit handen van de Amerikaanse president George. W. Bush.

## Composities

### Werken voor harmonieorkest
- 1994/2003 O Magnum Mysterium - bewerkt door: H. Robert Reynolds[1]
- Contre Qui, Rose uit de reeks "Les Chansons des Roses" - bewerkt door: H. Robert Reynolds[2]

### Werken voor koor
- Ave Dulcissima Maria, voor mannenkoor
- Ave Maria
- A Winter Come
- Be Still, My Soul, Be Still
- Cuatro Canciones sobre Poesias de Federico Garcia Lorca
- Chanson Éloignée
- I Will Lift Up Mine Eyes
- Les Chansons des Roses - tekst: naar gedichten van Rainer Maria Rilke
  1. En une seule fleur[3]
  2. Contre qui, rose[4]
  3. De ton rêve trop plein
  4. La rose complète
  5. Dirait-on[5]
- Lux Aeterna
  1. Introitus
  2. In te, Domine, speravi
  3. O Nata Lux
  4. Veni, Sancte Spiritus
  5. Agnus Dei
- Madrigali: Six "Firesongs" on Italian Renaissance Poems
  1. Ov'è, Lass', Il Bel Viso?
  2. Quando Son Piu Lontan
  3. Amor, Io Sento L'alma
  4. Io Piango
  5. Luci Serene e Chiare
  6. Se Per Havervi, Oime
- 1980: Mid-Winter Songs
- Nocturnes
  1. Sa Nuit d'Ète - tekst: Rainer Maria Rilke
  2. Soneto de la Noche - tekst: Pablo Neruda
  3. Sure on This Shining Night - tekst: James Agee[6]
  4. Epilogue (Voici le soir)
- O Come, Let Us Sing Unto the Lord
- 1994 O Magnum Mysterium[7]
- Ubi Caritas Et Amor[8]
- Where Have the Actors Gone?